# Chambas
Chambas är en ort i Kuba.   Den ligger i provinsen Provincia de Ciego de Ávila, i den centrala delen av landet, 400 km öster om huvudstaden Havanna. Chambas ligger 43 meter över havet och antalet invånare är 24 114.
Terrängen runt Chambas är platt åt nordost, men åt sydväst är den kuperad. Runt Chambas är det ganska tätbefolkat, med 52 invånare per kvadratkilometer. Chambas är det största samhället i trakten. Trakten runt Chambas består till största delen av jordbruksmark.